# IV Ceremonia de los Hot de Oro
La IV Ceremonia de los premios Hot de Oro se celebró el 1995 en Mandelieu-la-Napoule cerca de la ciudad de Cannes para premiar lo mejor del cine pornográfico durante el año anterior. 
Los premios fueron promovidos por la revista para adultos Hot Vidéo.

## Premios
Premio a la mejor película
| Película      | Productores | Resultado |
| ------------- | ----------- | --------- |
| Citizen Shane | Marc Dorcel | Ganadora  |

Premio a la mejor actriz europea
| Actriz          | Nacionalidad | Película                         | Resultado |
| --------------- | ------------ | -------------------------------- | --------- |
| Draghixa        | Francia      | El perfume de Mathilde           | Ganadora  |
| N'J de Bahia    |              | Eros et Thanatos                 | Candidata |
| Elodie          | Francia      | Culs en fleur                    | Candidata |
| Tanya Larivière | Canadá       | Les folles de Q..!               | Candidata |
| Maeva           | Francia      | Le Flic, la Pute et les Truands' | Candidata |
| Anita Rinaldi   | Hungría      | Citizen Shane                    | Candidata |
| Selen           | Italia       | Drácula                          | Candidata |
| Simona Valli    | Hungría      | Les malices de Catarina          | Candidata |

Premio a la mejor actriz francesa
| Actriz            | Nacionalidad | Película | Resultado |
| ----------------- | ------------ | -------- | --------- |
| Coralie Trinh Thi | Francia      |          | Ganadora  |

Premio a la mejor actriz americana
| Actriz      | Nacionalidad   | Película | Resultado |
| ----------- | -------------- | -------- | --------- |
| Ashlyn Gere | Estados Unidos |          | Ganadora  |

Premio a la mejor estrella americana
| Actriz      | Nacionalidad   | Película | Resultado |
| ----------- | -------------- | -------- | --------- |
| Chasey Lain | Estados Unidos |          | Ganadora  |

Premio al mejor actor europeo
| Actor            | Nacionalidad | Película      | Resultado |
| ---------------- | ------------ | ------------- | --------- |
| Christophe Clark | Francia      | Citizen Shane | Ganador   |

Premio al mejor director novel
| Director       | Nacionalidad | Película | Resultado |
| -------------- | ------------ | -------- | --------- |
| Rocco Siffredi | Italia       | '        | Ganador   |

Premio al mejor director europeo
| Director    | Nacionalidad | Película               | Resultado |
| ----------- | ------------ | ---------------------- | --------- |
| Marc Dorcel | Francia      | El perfume de Mathilde | Ganador   |

Premio al mejor guion original
| Película               | Director    | Nacionalidad | Resultado |
| ---------------------- | ----------- | ------------ | --------- |
| El perfume de Mathilde | Marc Dorcel | Francia      | Ganador   |

Premio a la escenografía
| Película               | Nacionalidad | Resultado |
| ---------------------- | ------------ | --------- |
| El perfume de Mathilde | Francia      | Ganadora  |

| Predecesor: V Ceremonia de los Hot de Oro | Premios Hot de Oro VI Ceremonia de los Hot de Oro | Sucesor: VII Ceremonia de los Hot de Oro |